# Lauchsuppe

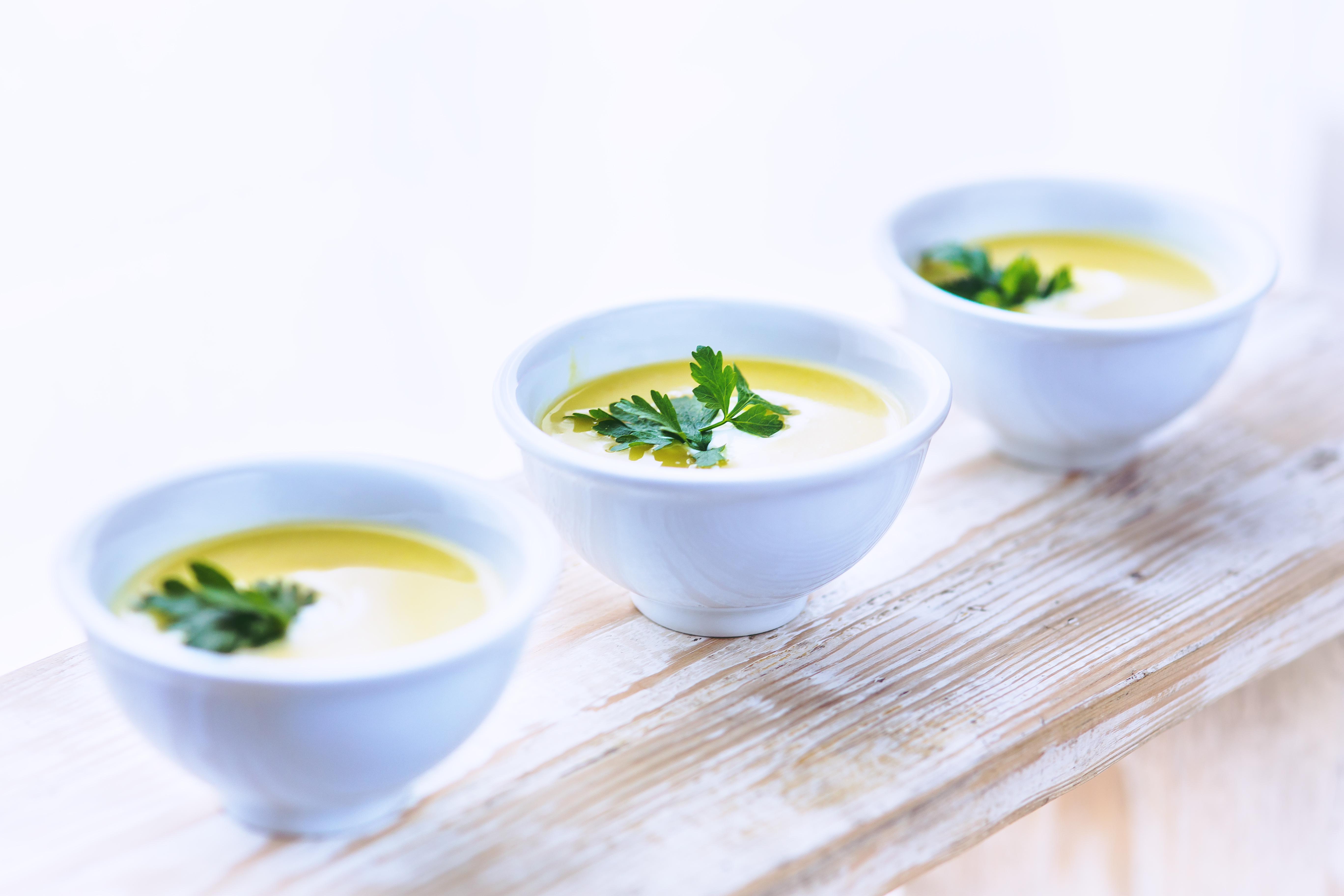
Lauchsuppe

Lauchsuppe (auch Porreesuppe) ist eine Suppe aus Lauchstangen, die mit Kartoffeln gebunden ist; sie wird auch als Lauchcremesuppe zubereitet. In der französischen Küche wird Lauch seit Jahrhunderten für Suppen verwendet. Neben der Bonne femme soup (wörtlich: gute-Ehefrau-Suppe, eine Lauchsuppe mit Kartoffeln nach der sogenannten Hausmacher-Art) gibt es potage aux poireaux (deutsch: Lauchsuppe), die mit einem erhöhten Anteil an Lauch und weniger Kartoffeln zubereitet ist.

## Zubereitung

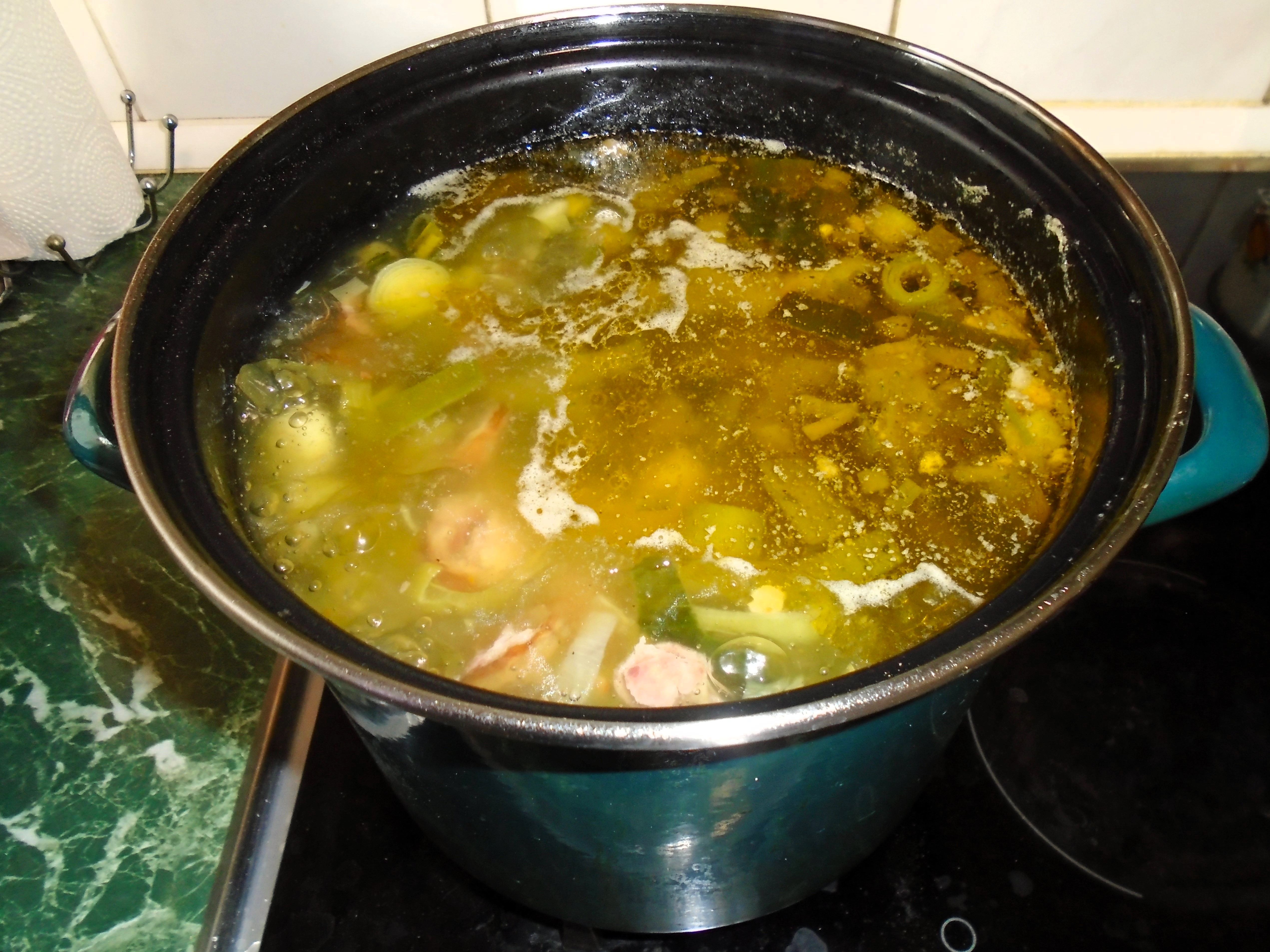
Kochen von Lauchsuppe

Porreestangen werden längs halbiert und feinnudelig geschnitten, zusammen mit Zwiebelringen in Butter angeschwitzt, leicht gedünstet und mit Mehl bestäubt. Nach kurzem Durchrösten wird mit (Knochen-)Brühe oder Consommé aufgegossen und mit geriebenen rohen Kartoffeln gargekocht. Gewürzt wird mit Muskatnuss, Pfeffer und Salz. Zum Schluss wird die Lauchsuppe mit Sahne und Butter legiert, oder mit Butter montiert, sowie mit gehacktem Petersiliengrün serviert. Für eine Lauchcremesuppe wird der Lauch püriert, ansonsten verfährt man wie im Grundrezept.

## Legende
Die Römer glaubten, dass Lauch der Stimme Klangfülle verleihe. Kaiser Nero aß jeden Tag Lauchsuppe, um eine sonore Stimme für seine Ansprachen zu entwickeln, was ihm den Spitznamen „Porrophage“ einbrachte (porrum bedeutet Lauch auf Latein).
Vichyssoise soll kreiert worden sein, weil der Erfinder Louis Diat (1885–1957) sich an seine Kindheit erinnerte, als es Lauchsuppe zum Morgenessen gab.